# For God and Country (Dolly Parton)
For God and Country è il quarantesimo album in studio della cantante statunitense Dolly Parton, pubblicato l'11 novembre 2003 dalla Blue Eye Records.

## Tracce
Testi e musiche di Dolly Parton tranne dove indicato.
1. The Lord is My Shepherd (tradizionale) – 2:09
2. The Star-Spangled Banner (Francis Scott Key) – 3:03
3. God Bless the USA (Lee Greenwood) – 3:34
4. Light of a Clear Blue Morning – 4:50
5. When Johnny Comes Marching Home (Louis Lambert) – 4:20
6. Welcome Home – 4:20
7. Gee Ma, I Wanna Go Home – 5:20
8. Whispering Hope – 2:31
9. There Will Be Peace in the Valley (Thomas A. Dorsey) – 4:10
10. Red, White & Bluegrass – 4:25
11. My Country 'Tis (arr. Dolly Parton) – 2:50
12. I'm Gonna Miss You – 4:59
13. Go to Hell – 6:49
14. Ballad of the Green Beret (Robert Moore, Barry Sadler) – 5:13
15. Brave Little Soldier – 4:26
16. Tie a Yellow Ribbon (Irwin Levine; Larry Russell Brown) – 3:22
17. Color Me America – 3:55
18. The Glory Forever – 1:58